# Устє (Айдовщина)
Устє (словен. Ustje) — поселення в долині Віпави на південь від м. Айдовщина в общині Айдовщина. Висота над рівнем моря: 101,9 метрів.

## Назва
словен. Ustje перекладається як «устя», посилаючись на місце, де притока Йовщек, словен. Jovšček приєднується до річки Віпава.

## Історія
Найстаріший пам'ятник у селі — церква 17-го століття, побудована на невеликому пагорбі, присвяченому Іоанну Богослову. Руїни стін вказують, що місце мало бути використаним як укріплення під час османських нападів.